# راینر ماریا ریلکه

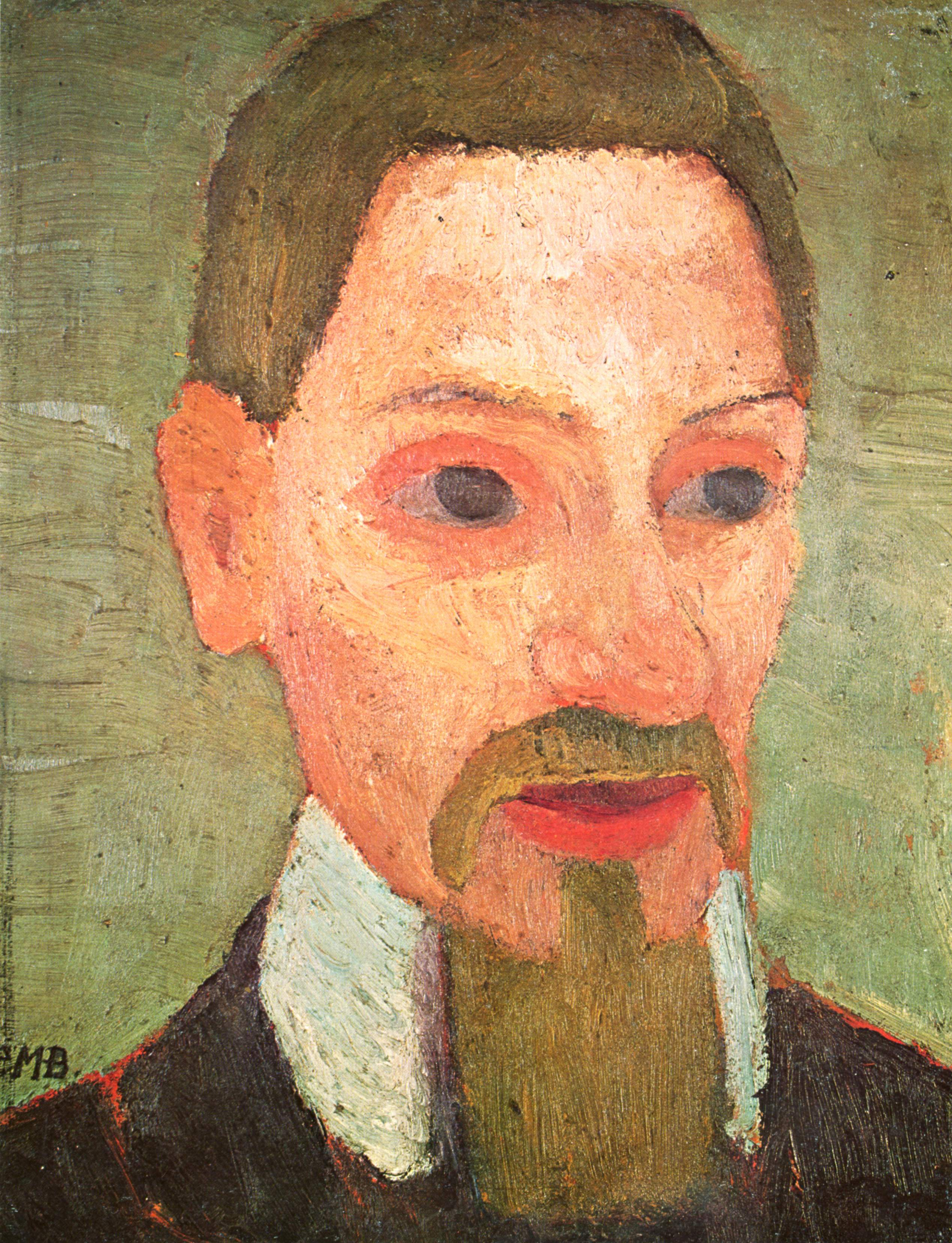
پُرترهٔ ریلکه، نام اثری است در سبک امپرسیونیسم از پائولا مودرزون-بکر که در سال ۱۹۰۶ میلادی از راینر ماریا ریلکه کشیده‌شد. این اثر اکنون در موزه پائولا مودرزون-بکر در برمن، آلمان نگه‌داری می‌شود.

راینر ماریا ریلکه (به آلمانی: Rainer Maria Rilke) ‏(۴ دسامبر ۱۸۷۵ – ۲۹ دسامبر ۱۹۲۶) از مهم‌ترین شاعران آلمانی‌زبان در سده ۲۰ میلادی بود.

## در زبان فارسی
برخی از سروده‌ها و داستان‌های ریلکه توسط مترجمانی چون شرف‌الدین خراسانی، پرویز ناتل خانلری و علی عبداللهی به فارسی ترجمه و منتشر شده‌است.
پرویز ناتل خانلری در سال ۱۳۲۰ اثری با عنوان «نامه‌هایی به شاعری جوان» را ترجمه کرد. تا کنون، آثار وی به دفعات به فارسی برگردانده شده‌است. علاوه بر این اثر تاکنون رمان «دفترهای مالده لائوریس بریگه» به ترجمهٔ مهدی غبرائی، ترجمهٔ گزیده‌ای از اشعار وی در «کتاب شاعران» (مراد فرهادپور و یوسف اباذری) و همچنین مجموعه‌ای از آثار وی به قلم علی عبداللهی از این شاعر به فارسی برگردانده شده‌اند.
- سوگ سروده‌های دوئینو و سونتهایی برای ارفئوس، (مجموعهٔ شعر - نشر مرکز).
- کتاب ساعات و روایت عشق و مرگ، (مجموعهٔ شعر – نشر مرکز).
- ویژه ریلکه (درباره ریلکه و آثارش)، کتاب زمان، (ترجمه و تألیف).
- شناخت ریلکه، دربارهٔ ریلکه و نوشته‌هایش، نشر دشتستان، (ترجمه و تألیف).
- تیموفای پیر، آواز بخوان، مجموعهٔ هشت داستان از ریلکه، نشر خرد آذین (قم).

### تأثیر بر صادق هدایت
جلال آل‌احمد در دی‌ماه ۱۳۳۰ در مجلهٔ علم و زندگی نقدی بر بوف کور تحت عنوان «هدایتِ بوفِ کور» منتشر کرد. در این مقاله، آل‌احمد بوف کور را تحت تأثیر آثار ریلکه دانسته است.

## پانوشت‌ها
1. ↑  «تنها رمان «ریلکه» دوباره چاپ می‌شود». بایگانی‌شده از اصلی در ۱۳ آوریل ۲۰۱۰. دریافت‌شده در ۱۵ نوامبر ۲۰۰۸.
2. ↑  «شعری از «راینر ماریا ریلکه» | ترجمه‌ای از: آیدین عالی‌نژاد». بایگانی‌شده از اصلی در ۱۲ نوامبر ۲۰۰۷. دریافت‌شده در ۱۵ نوامبر ۲۰۰۸.
3. ↑  کاتوزیان، صص ۱۰۱–۲